# N7 - Sjællands Odde-Rødbyhavn
De N7 - Sjællands Odde-Rødbyhavn is een landelijke langeafstandsfietsroute in Denemarken. De route loopt van noord naar zuid over het eiland Seeland. Het traject is bewegwijzerd in twee richtingen met het cijfer 7 en is onderdeel van de nationale fietsroutes van Denemarken.

## Traject
De route start op het schiereiland Sjællands Odde in Havnebyen. De route loopt kort parallel met de landelijke route N2 - Hanstholm-Kopenhagen.
De route gaat zuidwaarts en kruist onderweg diverse landelijke routes, te weten de N4 - Kopenhagen-Søndervig in Skamstrup en de N6 - Esbjerg-Kopenhagen in Frederiksberg.
Tegen het einde van de route loopt de kort parallel met de landelijke route N8 - Baltische Route. Deze kruist ook bij Maribo samen met de EuroVelo EV10 Oostzeeroute. Deze kunnen vanaf het eindpunt verder worden gevolgd. Ook kan in Rødbyhavn de veerboot worden genomen naar het Duitse Puttgarden waar kan worden aangesloten op de D2 - Oostzeeroute en de EuroVelo EV10 Oostzeeroute in Duitsland.

## Aansluitingen met Europese routes
- In Maribo kan worden aangesloten op de EuroVelo EV10 Oostzeeroute.

## Aansluitingen met andere routes
- Tussen Havnebyen en Højby loopt de route parallel met de landelijke route N2 - Hanstholm-Kopenhagen.
- In Skamstrup kruist de route de landelijke route N4 - Kopenhagen-Søndervig.
- In Frederiksberg kruist de route de landelijke route N6 - Esbjerg-Kopenhagen.
- Tussen Næstved en Vordingborg loopt de route parallel met de landelijke route N8 - Baltische Route.
- In Maribo kruist de route de landelijke route N8 - Baltische Route.